# Octavarium
Octavarium é o oitavo álbum de estúdio da banda Dream Theater, lançado em 2005. A música "The Root of All Evil" continua a saga dos Alcoólicos Anónimos do baterista Mike Portnoy.

## Produção
Depois de concluir a turnê norte-americana de 2004, a banda tirou dois meses de folga e se reuniu em novembro no estúdio The Hit Factory para começar a trabalhar no oitavo álbum de estúdio. A The Hit Factory, um famoso estúdio em que artistas como Michael Jackson, Madonna, Stevie Wonder, U2 e John Lennon tinham gravado, estava prestes a ser fechado, sendo o Dream Theater a última banda a gravar no estúdio.
Após produzirem o conceitual Metropolis Pt. 2: Scenes from a Memory, o duplo Six Degrees of Inner Turbulence e o pesado Train of Thought, a banda decidiu criar um "álbum clássico do Dream Theater". O tecladista Jordan Rudess descreveu o álbum como "realmente voltando a criar esforço para uma banda de verdade, assim como baseando-se em todas as nossas diversas influências de estilo". Em Octavarium, a banda queria fazer a música menos complexa, com músicas que Jordan considera como "mais fácil para apreciar".
Octavarium tem como tema central a Oitava Musical. Mike afirmou que por esse ser o oitavo álbum de estúdio e depois de ter lançado cinco álbuns ao vivo (até 2005), a banda decidiu explorar a temática da Escala Musical (Oito notas naturais e cinco notas acidentais). Assim, cada uma das oito faixas começa com uma nota chave diferente. "The Root of All Evil" começa em fá, "The Answer Lies Within" em sol, e assim sucessivamente até chegar em "Octavarium" (fá, uma oitava acima).

## Faixas
| N.º | Título                                 | Letras                                                                       | Duração |  |
| 1.  | "The Root of All Evil" - VII. "Remove" | Mike Portnoy                                                                 | 8:25    |  |
| 2.  | "The Answer Lies Within"               | John Petrucci                                                                | 5:33    |  |
| 3.  | "These Walls"                          | Petrucci                                                                     | 7:36    |  |
| 4.  | "I Walk Beside You"                    | Petrucci                                                                     | 4:29    |  |
| 5.  | "Panic Attack"                         | Petrucci                                                                     | 8:13    |  |
| 6.  | "Never Enough"                         | Portnoy                                                                      | 6:46    |  |
| 7.  | "Sacrificed Sons"                      | James LaBrie                                                                 | 10:42   |  |
| 8.  | "Octavarium" - V. "Razor's Edge"       | Petrucci, LaBrie, Portnoy - Petrucci - LaBrie - Portnoy - Portnoy - Petrucci | 24:00   |  |

## Recepção

### Recepção da crítica
| Críticas profissionais | Críticas profissionais |
| Avaliações da crítica  | Avaliações da crítica  |
| Fonte                  | Avaliação              |
| ---------------------- | ---------------------- |
| AllMusic               | [ 3 ]                  |
| Billboard              | Favorável              |
| Blistering             | Favorável              |
| Exclaim!               | Desfavorável           |
| The Metal Forge        | [ 7 ]                  |
| MetalReview.com        | [ 8 ]                  |
| musicOMH               | Favorável              |
| Sea of Tranquility     | [ 10 ]                 |

### Recepção comercial

#### Paradas
| Parada (2005)          | Posição mais alta |
| ---------------------- | ----------------- |
| Canadian Albums Chart  | 15                |
| Dutch Albums Chart     | 9                 |
| Finnish Albums Chart   | 2                 |
| Italian Albums Chart   | 2                 |
| Japanese Albums Chart  | 10                |
| Norwegian Albums Chart | 9                 |
| Polish Albums Chart    | 8                 |
| Swedish Albums Chart   | 4                 |
| UK Albums Chart        | 72                |
| US Billboard 200       | 36                |

## Créditos
- James LaBrie – vocal
- John Petrucci – guitarra e vocal de apoio
- John Myung – baixo
- Jordan Rudess – teclado
- Mike Portnoy – bateria e vocal de apoio
- Hugh Syme - capa[20]